# Morerebi
I Morerebi sono un piccolo gruppo etnico del Brasile che ha una popolazione stimata in circa 114 individui (2000). Parlano la lingua Morerebi (codice ISO 639: XMO) e sono principalmente di fede animista.
Vivono nello stato brasiliano dell'Amazonas, presso Rio Preto e Marmelos, in 2 villaggi.
Sono correlati ai Tenharim, di difficile classificazione perché evitano contatti con culture esterne.